# پوچینوک، اوبلاست اسمالنسک
شهر پوچینوک، اوبلاست اسمالنسک (به روسی: Починок) در کشور روسیه و در اوبلاست اسمالنسک واقع شده‌است.